# Adam Lallana
Adam David Lallana (ur. 10 maja 1988 w St Albans) – angielski piłkarz, występował na pozycji pomocnika. W latach 2013-2018 reprezentant Anglii. Uczestnik Mistrzostw Świata 2014 oraz Mistrzostw Europy 2016.

## Kariera klubowa
W 2000 roku dołączył do akademii Southampton, a wcześniej grał w młodzieżówkach Bournemouth. Southampton zapłacił za niego 3 tysiące funtów, a kolejne 15 tysięcy musiał zapłacić po otrzymaniu stypendium i podpisaniu pierwszego kontraktu. W kontrakcie znalazła się również klauzula, na mocy której Bournemouth otrzyma 25% z kwoty jego transferu do innego klubu.
Lallana występował w drużynach Southampton w rozgrywkach FA Youth Cup w sezonach 2004/05 i 2005/06. W obu sezonach jego klub doszedł do półfinału.
23 sierpnia 2006 roku zadebiutował w pierwszym zespole, w wygranym 5:2 meczu z Yeovil Town w Pucharze Ligi. 31 października 2006 podpisał nowy, trzyletni kontrakt. 9 października 2007 roku został wypożyczony do Bournemouth na jeden miesiąc. 28 kwietnia 2008 roku trafił swojego pierwszego gola w barwach „Świętych”, przeciwko West Bromwich Albion.
Od początku sezonu 2008/09 regularnie występował w pierwszym zespole Southampton. 29 sierpnia 2008 podpisał nowy kontrakt.
Sezon 2009/10 zakończył z dorobkiem dwudziestu bramek we wszystkich rozgrywkach. Stał się pierwszym pomocnikiem Southampton, który strzelił dwadzieścia bramek w jednym sezonie od czasu Matthew Le Tissiera.
7 stycznia 2011 roku podpisał nowy kontrakt z Southamptonem, który wygasa latem 2015 roku. Został wybrany do jedenastki sezonu League One.
W pierwszym meczu sezonu 2011/12 trafił gola przeciwko Leeds United, a jego zespół wygrał 3:1. Następnie trafił dwie bramki w wygranym 5:2 meczu z Ipswich Town. Swój 150 występ w pierwszym zespole zanotował w zremisowanym 1:1 spotkaniu z Portsmouth. Został wybrany do jedenastki sezonu Championship, razem z Rickiem Lambertem i Kelvinem Davisem.
W sezonie 2012/13 zadebiutował w Premier League przeciwko Manchesterowi City.
1 lipca 2014 ogłoszono jego transfer do Liverpoolu. Kwota odstępnego wyniosła 23 mln funtów.
27 lipca 2020 na zasadzie wolnego transferu przeszedł do Brighton & Hove Albion. Z nowym klubem podpisał 3-letni kontrakt.
1 lipca 2025 zakończył karierę piłkarską.

## Kariera reprezentacyjna
We wrześniu 2012 roku został po raz pierwszy powołany do seniorskiej reprezentacji Anglii na mecz eliminacji Mistrzostw Świata 2014 z Ukrainą. Jednak nie wystąpił w tym meczu.

## Życie prywatne
24 grudnia 2013 poślubił Emily Jubb. 26 września 2012 urodził im się syn Arthur.

## Statystyki kariery
Aktualne na dzień 1 sierpnia 2025 r.
| 2006/07            | Southampton        | Championship       | 1   | 0  | 0  | 0 | 1  | 0 | —  | — | — | — | 2   | 0  |
| 2007/08            | Southampton        | Championship       | 5   | 1  | 0  | 0 | 0  | 0 | —  | — | — | — | 5   | 1  |
| 2007/08            | Bournemouth (wyp.) | League One         | 3   | 0  | 0  | 0 | 0  | 0 | —  | — | 1 | 0 | 4   | 0  |
| 2008/09            | Southampton        | Championship       | 40  | 1  | 0  | 0 | 3  | 1 | —  | — | — | — | 43  | 2  |
| 2009/10            | Southampton        | League One         | 44  | 15 | 5  | 1 | 2  | 2 | —  | — | 5 | 2 | 56  | 20 |
| 2010/11            | Southampton        | League One         | 36  | 8  | 3  | 2 | 2  | 1 | —  | — | — | — | 41  | 11 |
| 2011/12            | Southampton        | Championship       | 41  | 11 | 2  | 1 | 3  | 1 | —  | — | — | — | 46  | 13 |
| 2012/13            | Southampton        | Premier League     | 30  | 3  | 0  | 0 | 0  | 0 | —  | — | — | — | 30  | 3  |
| 2013/14            | Southampton        | Premier League     | 38  | 9  | 3  | 1 | 1  | 0 | —  | — | — | — | 42  | 10 |
| 2014/15            | Liverpool          | Premier League     | 27  | 5  | 4  | 1 | 4  | 0 | 6  | 0 | — | — | 41  | 6  |
| 2015/16            | Liverpool          | Premier League     | 30  | 4  | 0  | 0 | 6  | 0 | 13 | 3 | — | — | 49  | 7  |
| 2016/17            | Liverpool          | Premier League     | 31  | 8  | 1  | 0 | 3  | 0 | —  | — | — | — | 35  | 8  |
| 2017/18            | Liverpool          | Premier League     | 12  | 0  | 1  | 0 | 0  | 0 | 2  | 0 | — | — | 15  | 0  |
| 2018/19            | Liverpool          | Premier League     | 13  | 0  | 0  | 0 | 0  | 0 | 3  | 0 | — | — | 16  | 0  |
| 2019/20            | Liverpool          | Premier League     | 15  | 1  | 2  | 0 | 2  | 0 | 0  | 0 | 3 | 0 | 22  | 1  |
| 2020/21            | Brighton           | Premier League     | 30  | 1  | 1  | 0 | 0  | 0 | —  | — | — | — | 31  | 1  |
| 2021/22            | Brighton           | Premier League     | 24  | 0  | 1  | 0 | 0  | 0 | —  | — | — | — | 25  | 0  |
| 2022/23            | Brighton           | Premier League     | 16  | 2  | 1  | 1 | 1  | 0 | —  | — | — | — | 18  | 3  |
| 2023/24            | Brighton           | Premier League     | 25  | 0  | 2  | 0 | 1  | 0 | 2  | 0 | — | — | 30  | 0  |
| 2024/25            | Southampton        | Premier League     | 14  | 0  | 1  | 0 | 3  | 0 | —  | — | — | — | 18  | 0  |
| Łącznie w karierze | Łącznie w karierze | Łącznie w karierze | 475 | 69 | 27 | 7 | 32 | 5 | 26 | 3 | 9 | 2 | 569 | 86 |

## Sukcesy
Southampton
- Football League Trophy: 2009/10

Liverpool
- Mistrzostwo Anglii: 2019/20

- Liga Mistrzów UEFA: 2018/2019
- Superpuchar Europy UEFA: 2019
- Klubowe mistrzostwo świata: 2019
- Finał Ligi Mistrzów UEFA: 2017/2018
- Finał Ligi Europy UEFA: 2015/2016
- Finał Pucharu Ligi Angielskiej: 2015/2016

Indywidualne
- Drużyna Roku PFA w League One: 2010/11
- Drużyna Roku PFA w Championship: 2011/12
- Drużyna Roku PFA w Premier League: 2013/14
- Angielski gracz roku: 2016